# George Pólya
George (György) Pólya, född 13 december 1887 i Budapest, Ungern, död 7 september 1985 i Palo Alto, Kalifornien, USA var en ungersk-amerikansk matematiker, verksam i USA från 1940.
Pólya studerade matematik och fysik på universitetet i Budapest och på universitetet i Wien. Han var professor i matematik (1914–1940) vid den tekniska högskolan ETH Zürich i Schweiz och 1940–1953 vid universitetet Stanford University i Kalifornien.
Han arbetade inom områdena kombinatorik, talteori, numerisk analys, geometri och sannolikhetslära. Han har också gjort betydande insatser kring heuristik och matematikutbildning.
George Pólya är mest känd för att han utvecklade en metod för problemlösning som nästan alla projekt i dagens samhälle bygger på. Metoden kan användas i alla olika situationer av problemlösning och bygger på fyra faser.

## How to solve it
Póylas förkärlek för konkret problemlösning gav upphov till den kända boken ”How to solve it” (1945). Den har sålt i över en miljon exemplar.
| ” | De bästa idéerna trivs med kritiskt ifrågasättande, men skadas av okritisk upphöjelse. | „ |

Ett matematikcentrum som uppkallats efter Pólya finns vid University of Idaho i Moscow i USA.

### Engelska originalcitat
1. ↑  [T]he best of ideas is hurt by uncritical acceptance and thrives on critical examination.